# Kuno Fischer
Ernst Kuno Berthold Fischer (23. července 1824 Góra – 5. července 1907 Heidelberg) byl německý filozof a historik filosofie. Studoval filozofii, psychologii a teologii v Lipsku a ve Wittenbergu. V roce 1856 se stal profesorem na univerzitě v Jeně.

## Dílo
- Geschichte der neuren Philosophie.